# Selvíria
Selvíria è un comune del Brasile nello Stato del Mato Grosso do Sul, parte della mesoregione del Leste de Mato Grosso do Sul e della microregione di Paranaíba.